# Amanda Sthers

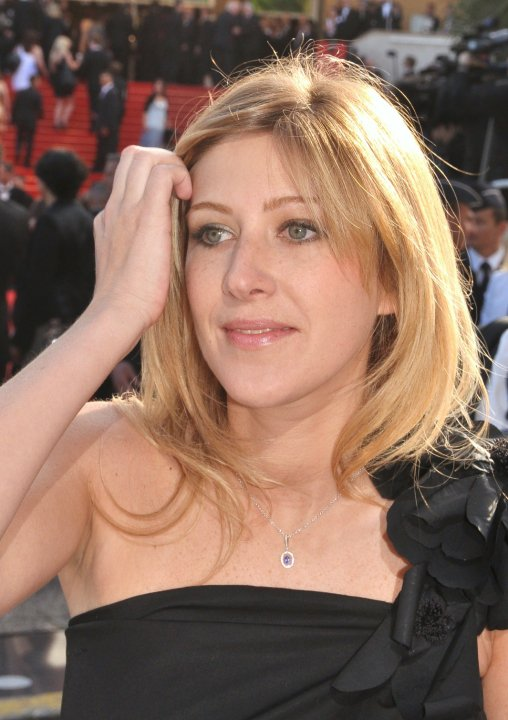
Amanda Sthers al Festival di Cannes 2010

Amanda Sthers, pseudonimo di Amanda Quéffélec-Maruani (Parigi, 18 aprile 1978), è una scrittrice, sceneggiatrice, regista e drammaturga francese.

## Biografia
Figlia di Véronique Queffélec, lobbista e avvocatessa originaria della Bretagna, e di Guy Maruani, psichiatra e scrittore, Sthers è cugina dello scrittore Yann Queffélec e della pianista classica Anne Queffélec. È la maggiore di otto figli. Sthers ha conseguito un master in lettere classiche alla Sorbona.

### Vita privata
Il 21 settembre 2004, Sthers ha sposato Patrick Bruel. Hanno divorziato nel 2007. La coppia ha avuto due figli, Oscar e Léon. Scioccata dagli attentati di Parigi del 13 novembre 2015, da allora si è trasferita a Los Angeles con i suoi figli.

### Impegno politico
Sthers è una delle firmatarie dell'articolo "Français juifs et de gauche" (lett.: Gli ebrei francesi e la sinistra), pubblicato da Libération l'8 febbraio 2012.

## Opere

### Romanzi
- (FR) Ma place sur la photo, Grasset, 2004, ISBN 2246659817.
- (FR) Chicken street, Grasset, 2005, ISBN 2246690714.
- (FR) Madeleine, Stock, 2007, ISBN 978-2-234-06079-1.
- (FR) Keith Me, Stock, 2008, ISBN 978-2-234-06150-7.
- (FR) Le Reste de nos vies, Flammarion, 2010, ISBN 9782081233508.
- (FR) Les Terres saintes, Stock, 2010, ISBN 9782234064225.
- (FR) Rompre le charme, Stock, 2012, ISBN 9782234071391.
- (FR) Les Érections américaines, Flammarion, 2013, ISBN 978-2081303454.
- (FR) Les Promesses, Grasset & Fasquelle, 2015, ISBN 978-2246855279.
- (FR) Lettre d’Amour sans le dire, Grasset, 2020, ISBN 9782246824954.
- (FR) Le Café suspendu, Grasset, 2022, ISBN 9782246831525.
- (FR) Le Bruit des villes, illustrazioni di Pauline Lévêque, Herscher, 2022, ISBN 9782733504574.
- (FR) Con Aurélie Jean, Résistance 2050, éditions de l'Observatoire, 2023, ISBN 979-1032923993.

### Teatro
- (FR) Le Vieux Juif blonde, regia di Jacques Weber, 2006, ISBN 2246717019.
- (FR) Thalasso, regia di Stéphan Guérin-Tillié, 2007, ISBN 2749810477.
- (FR) Le Lien, Flammarion, 2012, ISBN 9782081233508.

## Filmografia

### Regista e sceneggiatrice
- Je vais te manquer (2009)
- Madame (2017)
- Holy Lands (2019)
- Les Promesses (2021)

### Sceneggiatrice
- Un vrai bonheur, le film, regia di Didier Caron (2005)
- Mafia Mamma, regia di Catherine Hardwicke - solo soggetto (2023)